# Madriscula parva
Madriscula parva är en insektsart som beskrevs av Young 1986. Madriscula parva ingår i släktet Madriscula och familjen dvärgstritar. Inga underarter finns listade i Catalogue of Life.